# Nastasia Noens
Nastasia Noens är en tidigare alpin skidåkare, född 12 september 1988 i Nice, Frankrike. Hon tävlade främst i slalom.
Hennes världscupdebut gick av stapeln den 11 november 2006 och hennes hittills bästa resultat i världscupen är två tredjeplatser i slalom. Dessa togs den 11 januari 2011 i Flachau, Österrike samt den 5 januari 2014 i Bormio, Italien. Noens har även ett brons i slalom från junior-VM 2008 i Formigal.
Noens har deltagit i fyra OS; 2010, 2014, 2018 och 2022.